# Doña Bárbara (roman)
Doña Bárbara est un roman écrit par romancier vénézuélien Rómulo Gallegos, et publié pour la première fois en 1929. L'ouvrage, défini par la critique comme le chef-d'œuvre de son auteur, est souvent classé parmi les plus grands romans de la littérature ibéro-américaine et comme précurseur du  boom de la littérature latino-américaine.

## Résumé
Ce roman fait partie du mouvement "criollista" et narre l'histoire de Doña Bárbara, propriétaire de l'hacienda "El Miedo", nommé "La Barquereña" auparavant, lorsqu'elle était la propriété de la famille Barquero. Doña Bárbara, une propriétaire terrienne, autoritaire et insensible en raison d'une l'adolescence marquée par la violence, a amassé de vastes terres et de vastes troupeaux de bétail en utilisant la sorcellerie, la corruption et la terreur.
Santos Luzardo héritier de l'hacienda voisine, est revenu de l'école de droit pour prendre le contrôle de son héritage.
Gallegos mène une étude psychologique sur les habitants des plaines vénézuéliennes, victimes de situations malheureuses, mais à la fois fortes et courageuses.

## Adaptations
- Doña Bárbara, film mexicain de 1943 réalisé par de Fernando de Fuentes avec Maria Félix
- Doña Bárbara, série télévisée vénézuélienne de 1975
- Doña Bárbara, film mexicain de 1998
- Doña Bárbara, série télévisée mexicaine de Telemundo, de 2007-2008

## Traductions au français
- Doña Bárbara (1952), Collection La Croix du Sud, Gallimard
- Doña Bárbara (1979), Collection L'Imaginaire (n° 45), Gallimard